# سوگایا ناگایوری
سوگایا ناگایوری (به ژاپنی: 菅屋長頼); نامشخص – ۲۱ ژوئن ۱۵۸۲) سامورایی پسر اودا نوبوفوسا و از ملازمان اودا نوبوناگا اهل ژاپن بود.